# Monte Tofino
Il Monte Tofino (2.151 m s.l.m.) è una montagna delle Prealpi Giudicarie nelle Prealpi Bresciane e Gardesane. Si trova nella provincia di Trento.
Il Tofino è la montagna più alta delle Pichee.